# Gephyromantis
Gephyromantis is een geslacht van kikkers uit de familie gouden kikkers (Mantellidae). De groep werd voor het eerst wetenschappelijk beschreven door Methuen in 1920. Oorspronkelijk werd de wetenschappelijke naam Microphryne gebruikt.
Er zijn 41 soorten waarvan er vijf pas sinds 2010 wetenschappelijk zijn beschreven. Alle soorten komen voor in Afrika en zijn endemisch op Madagaskar.

## Soorten
Geslacht Gephyromantis
- Soort Gephyromantis ambohitra
- Soort Gephyromantis asper
- Soort Gephyromantis atsingy
- Soort Gephyromantis azzurrae
- Soort Gephyromantis blanci
- Soort Gephyromantis boulengeri
- Soort Gephyromantis cornutus
- Soort Gephyromantis corvus
- Soort Gephyromantis decaryi
- Soort Gephyromantis eiselti
- Soort Gephyromantis enki
- Soort Gephyromantis granulatus
- Soort Gephyromantis hintelmannae
- Soort Gephyromantis horridus
- Soort Gephyromantis klemmeri
- Soort Gephyromantis leucocephalus
- Soort Gephyromantis leucomaculatus
- Soort Gephyromantis luteus
- Soort Gephyromantis mafy
- Soort Gephyromantis malagasius
- Soort Gephyromantis moseri
- Soort Gephyromantis plicifer
- Soort Gephyromantis pseudoasper
- Soort Gephyromantis ranjomavo
- Soort Gephyromantis redimitus
- Soort Gephyromantis rivicola
- Soort Gephyromantis runewsweeki
- Soort Gephyromantis salegy
- Soort Gephyromantis schilfi
- Soort Gephyromantis sculpturatus
- Soort Gephyromantis silvanus
- Soort Gephyromantis spiniferus
- Soort Gephyromantis striatus
- Soort Gephyromantis tahotra
- Soort Gephyromantis tandroka
- Soort Gephyromantis thelenae
- Soort Gephyromantis tschenki
- Soort Gephyromantis ventrimaculatus
- Soort Gephyromantis verrucosus
- Soort Gephyromantis webbi
- Soort Gephyromantis zavona